# Mejor respuesta
En teoría de juegos, se denomina mejor respuesta a una estrategia que mejora el pago para el jugador que la adopta dado un perfil de estrategias para los demás jugadores. El concepto de mejor respuesta tiene importancia crucial en el estudio de los equilibrios de Nash, particularmente en la demostración de existencia de equilibrios en estrategias mixtas.

## Mejor respuesta a estrategias puras
Dado un perfil de estrategias puras {\displaystyle \sigma \in D}, decimos que {\displaystyle {\hat {\sigma }}^{j}\in D_{j}} es una mejor respuesta del jugador j al perfil σ si:
{\displaystyle \varphi _{j}(\sigma |{\hat {\sigma }}^{j})\geq \varphi _{j}(\sigma |\sigma ^{j})\ \ \ \forall \sigma ^{j}\in D_{j}}
donde {\displaystyle \varphi _{j}} denota la función de pago del jugador j.
Diremos que {\displaystyle {\hat {\sigma }}^{j}\in D_{j}} es una mejor respuesta estricta de j al perfil σ si
{\displaystyle \varphi _{j}(\sigma |{\hat {\sigma }}^{j})\geq \varphi _{j}(\sigma |\sigma ^{j})\ \ \ \forall \sigma ^{j}\in D_{j}} y {\displaystyle \varphi _{j}(\sigma |{\hat {\sigma }}^{j}>\varphi _{j}(\sigma )}

## Mejor respuesta a estrategias mixtas
Podemos dividir las mejores respuestas a estrategias mixtas en dos tipos:
- Mejores respuestas puras, que pueden ayudar a encontrar equilibrios de Nash, por ejemplo mediante el algoritmo de juego ficticio.

- Mejores respuestas mixtas, útiles tanto en la teoría como en la práctica y base de una demostración de existencia de equilibrio de Nash en estrategias mixtas.

### Mejor respuesta pura
Dado un perfil de estrategias mixtas X∈M, diremos que la estrategia pura {\displaystyle {\hat {\sigma }}^{j}\in D_{j}} es una mejor respuesta pura del jugador j al perfil X si
{\displaystyle {\underset {\sigma ^{j}\in D_{j}}{m{\acute {a}}x}}E_{j}(X|\sigma ^{j})=E_{j}(X|{\hat {\sigma }}^{j})}
Diremos que {\displaystyle {\hat {\sigma }}^{j}\in D_{j}} es mejor respuesta pura estricta del jugador j al perfil de estrategias mixtas X si es una mejor respuesta pura de j a X y además {\displaystyle E_{j}(X|{\hat {\sigma }}^{j})>E_{j}(X)}

### Mejor respuesta mixta
Dado X∈M, diremos que {\displaystyle {\hat {X}}^{j}} es una mejor respuesta mixta del jugador j al perfil X si
{\displaystyle {\underset {X^{j}\in M_{j}}{m{\acute {a}}x}}E_{j}(X|X^{j})=E_{j}(X|{\hat {X}}^{j})}.

## Correspondencia de mejor respuesta
Dado un juego rectangular, resultará útil considerar el conjunto de mejores respuestas mixtas para cada jugador j y para cada perfil de estrategias mixtas X. Formalmente definiremos el conjunto de mejores respuestas mixtas de j al perfil X como:
{\displaystyle L_{j}(X)={\Big \{}{\hat {X}}^{j}\in M_{j}{\Big |}{\underset {X^{j}\in M_{j}}{m{\acute {a}}x}}E_{j}(X|X^{j})=E_{j}(X|{\hat {X}}^{j}){\Big \}}}
en palabras, {\displaystyle L_{j}(X)} consistirá en el conjunto de todas las mejores respuestas mixtas del jugador j al perfil de estrategias mixtas X.
La correspondencia de mejor respuesta es, como su nombre lo indica, una correspondencia que asocia a un perfil de estrategias mixtas X un perfil (o perfiles) de estrategias compuesto de mejores respuestas para cada jugador. Es importante notar que la correspondencia de mejor respuesta no es necesariamente una función (aunque puede serlo en algunos casos), puesto que a cada perfil de estrategias en M no siempre corresponde un solo perfil, sino que pueden existir varios que sean mejores respuestas.
Formalmente, dado X∈M la correspondencia de mejor respuesta {\displaystyle L:M\multimap M} se define como
{\displaystyle L(X)=\{{\hat {X}}\in M|{\hat {X}}^{j}\in L_{j}(X)\}}
y donde {\displaystyle {\hat {X}}^{j}} denota la estrategia mixta del jugador j correspondiente al perfil de estrategias {\displaystyle {\hat {X}}}.
La importancia de éste concepto radica en que los equilibrios de Nash coinciden con los puntos fijos de la correspondencia de mejor respuesta (donde X∈M es un punto fijo de L si X∈L(X)).